# Kramarzówka (szczyt)
Kramarzówka (814 m) – niewybitny szczyt w Paśmie Radziejowej w Beskidzie Sądeckim. Znajduje się na północnym grzbiecie Dzwonkówki. Południowy i wschodnie stok opada do Jaworowego Potoku, zachodni do bezimiennego dopływu Obidzkiego Potoku. Administracyjnie są to tereny miejscowości Obidza województwie małopolskim, w powiecie nowosądeckim, w gminie Łącko.
Kramarzówka jest porośnięta mieszanym lasem z dużą ilością buka. Nie prowadzi przez nią żaden szlak turystyczny.

## Przypisy

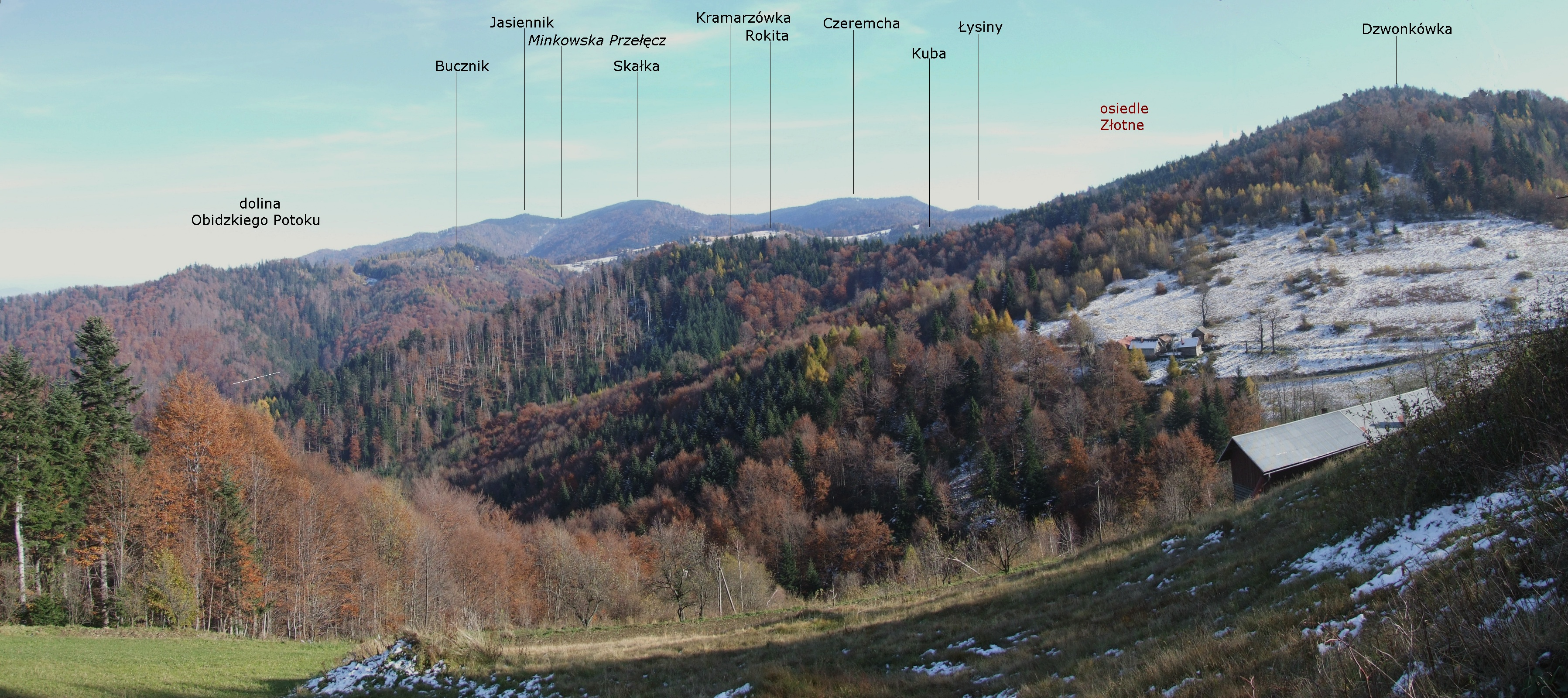
Widok z grzbietu – Błyszcz – Dzwonkówka